# Bob Kick, l'enfant terrible
Bob Kick, l'enfant terrible és un curtmetratge mut francès del 1903 dirigit per Georges Méliès. Va ser venut per la Star Film Company de Méliès i està numerat del 510 al 511 als seus catàlegs.
Méliès interpreta Bob Kick a la pel·lícula, que utilitza pirotècnia, escamoteigs i exposició múltiples per crear els seus efectes especials. La pel·lícula és una de les pel·lícules de trucs de Méliès en què s'utilitzen efectes màgics per suggerir un tema de bellesa femenina il·lusiva.
Dues impressions en paper idèntiques de la pel·lícula, que representen les estrenes americanes i franceses de la pel·lícula, sobreviuen a la Biblioteca del Congrés dels Estats Units. Poden existir versions variants de la pel·lícula; en una guia de pel·lícules de Méliès de 1981, publicada pel Centre National de la Cinématographie, els editors van informar que el final que van veure era diferent del que va resumir John Frazer al seu llibre de 1979 Artificially Arranged Scenes: The Films of Georges Méliès.